# Mouni Sadhu
Mouni Sadhu (* 17. August 1897 in Warschau; † 24. Dezember 1971 in Melbourne; eigentlich Mieczysław Demetriusz Sudowski) war ein polnisch-australischer Autor von spiritueller, mystischer und esoterischer Literatur.

## Leben
Obwohl in Polen geboren, wurde er (möglicherweise) australischer Staatsbürger, sein Einbürgerungsantrag datiert von 1948.
Seine schriftstellerischen Werke beziehen sich vor allem auf westliche und östliche Spiritualität; auf westlichen und östlichen Okkultismus, einschließlich Hermetik, sowie die  Yoga-Tradition Indiens. Persönlich wurde er am meisten von Ramana Maharshi beeinflusst.